# Локотцы (Лихославльский район)
Локотцы — деревня в Лихославльском районе Тверской области. Относится к Сосновицкому сельскому поселению.

## География
Расположена в 10 км на северо-запад от районного центра Лихославля, в 3 км от деревни находится ж/д платформа Локотцы на главном ходу Октябрьской железной дороги.

## История

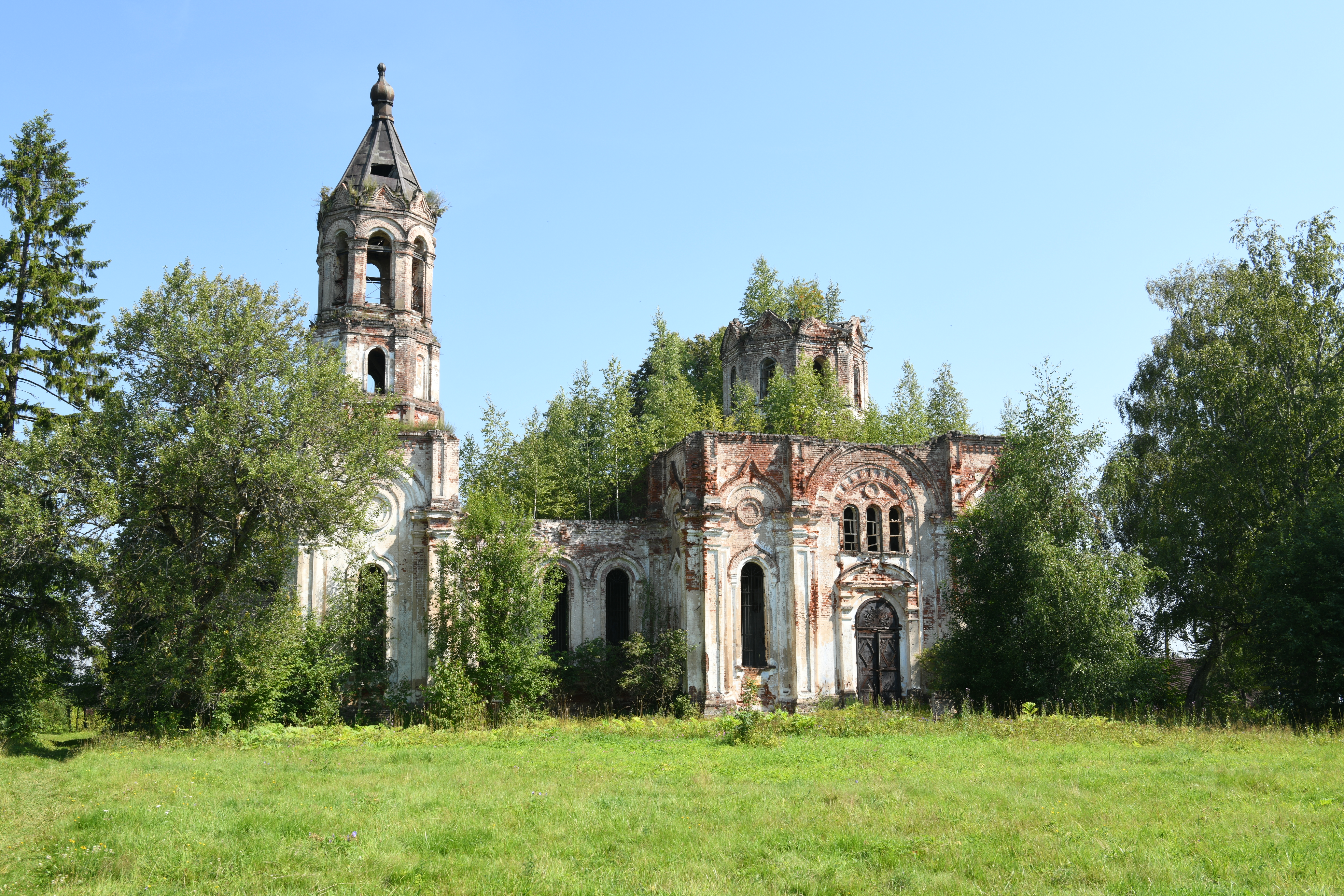
Церковь Михаила Архангела. 2019 год

Деревянная Михайловская церковь в селе была основана в 1779 году, до нее была деревянная церковь, год основания которой неизвестен. Достопримечательностью этой церкви являлся образ мучеников епископа Симеона и царицы Александры. Надписи на этом образе свидетельствовали, что этим образом императрицы Екатерина Великая соизволила благословить при рождении великую княгиню Александру Павловну 29 июля 1787 года, и ее Величество перед своим бракосочетанием 1779 года благословила Александру Яковлевну Молчину, которая передала этот образ в Локатинскую церковь.
В 70-е годы XVIII века село вместе с пустошами принадлежало братьям Ивану Ивановичу и Сергею Ивановичу Львовым, имевшим в селе свой дом. В те года действовала построенная на средства прихожан и братьев Львовых деревянная церковь в честь Архистратига Михаила, которая к едине XIX века пришла в ветхость. В 1861 году было получено разрешение заменить деревянную церковь на каменную. Чертежи утвердил и подписал Тверской губернский архитектор И.Ф. Львов. Строительство каменной Михаилоархангельской церкви было закончено в 1873 году, внутренняя отделка храма велась до 1878 года.
В 1895 году было получено разрешение на строительство второй деревянной церкви - Казанской Божьей Матери. Ответственным за постройку этой деревянной церкви был назначен архитектор Назарий, подрядчиком - Иван Онисимов из села Царево. В 1899 году церковь была построена и освящена. В 1903 году церковный участок был обнесен новой оградой. Сооружение храмов связывают с именем Доримедонта Герасимовича Певцова - отца Доримедонта, священнослужителя, который составил план храма и вложил много средств на его строительство. 
В конце XIX — начале XX века село входило в состав Кузовинской волости Новоторжского уезда Тверской губернии.  
С 1929 года деревня входила в состав Чашковского сельсовета Лихославльского района Тверского округа Московской области, с 1935 года — в составе Калининской области, с 1994 года — в составе Барановского сельского округа, с 2005 года — в составе Барановского сельского поселения, с 2017 года — в составе Сосновицкого сельского поселения. 

## Население
| 1859 | 1884 | 2002 | 2010 |
| ---- | ---- | ---- | ---- |
| 161  | ↗187 | ↘4   | ↘1   |

## Достопримечательности
В деревне находится недействующая Церковь Михаила Архангела (1873).